# Tennis de table aux Jeux asiatiques de 2006
Les compétitions de tennis de table aux Jeux asiatiques de 2006 se sont déroulées du 29 novembre au 7 décembre 2006 au Al-Arabi Indoor Hall, à Doha, au Qatar. Sept épreuves étaient au programme (trois féminines, trois masculines et une mixte). Ils ont été organisés par l'Asian Tennis Table Union (ATTU).

## Tableau des médailles
| Tennis de table | Tennis de table aux Jeux asiatiques de 2006 | Tennis de table aux Jeux asiatiques de 2006 | Tennis de table aux Jeux asiatiques de 2006 | Tennis de table aux Jeux asiatiques de 2006 | Tennis de table aux Jeux asiatiques de 2006 |
| Position        | Pays                                        | Or                                          | Argent                                      | Bronze                                      | Total                                       |
| Position        | Pays                                        |                                             |                                             |                                             | Total                                       |
| 1               | Chine                                       | 6                                           | 2                                           | 3                                           | 11                                          |
| 2               | Hong Kong                                   | 1                                           | 2                                           | 2                                           | 5                                           |
| 3               | Corée du Sud                                | 0                                           | 2                                           | 3                                           | 5                                           |
| 4               | Singapour                                   | 0                                           | 1                                           | 2                                           | 3                                           |
| 5               | Taipei chinois                              | 0                                           | 0                                           | 3                                           | 3                                           |
| 6               | Corée du Nord                               | 0                                           | 0                                           | 1                                           | 1                                           |

## Femmes

### Simple
| Médaille | Nom        | Pays      |
| -------- | ---------- | --------- |
|          | Guo Yue    | Chine     |
| Argent   | Tie Ya Na  | Hong Kong |
| Bronze   | Wang Nan   | Chine     |
| Bronze   | Li Jia Wei | Singapour |

### Double
| Médaille | Nom                      | Pays           |
| -------- | ------------------------ | -------------- |
|          | Guo Yue Li Xiaoxia       | Chine          |
| Argent   | Tie Ya Na Zhang Rui      | Hong Kong      |
| Bronze   | Chen Quing Wang Nan      | Chine          |
| Bronze   | Huang Yi Hua Lu Yun Feng | Taipei chinois |

### Par équipes
| Médaille | Nom                                                                  | Pays          |
| -------- | -------------------------------------------------------------------- | ------------- |
|          | Wang Nan Guo Yue Guo Yan Li Xiaoxia Chen Qing                        | Chine         |
| Argent   | Li Jia Wei Zhang Xue Ling Tan Paey Fern Tan Yan Zhen Sun Beibei      | Singapour     |
| Bronze   | Kim Kyung Ah Kwak Bang Bang Lee Eun Hee Moon Hyun Jung Park Mi Young | Corée du Sud  |
| Bronze   | Kim Jong Kim Mi Yong Ko Un Gyong Ryom Won Ok                         | Corée du Nord |

## Hommes

### Simple
| Médaille | Nom           | Pays         |
| -------- | ------------- | ------------ |
|          | Wang Hao      | Chine        |
| Argent   | Ma Lin        | Chine        |
| Bronze   | Li Ching      | Hong Kong    |
| Bronze   | Ryu Seung Min | Corée du Sud |

### Double
| Médaille | Nom                               | Pays           |
| -------- | --------------------------------- | -------------- |
|          | Ko Lai Chak Li Ching              | Hong Kong      |
| Argent   | Chen Qi Ma Lin                    | Chine          |
| Bronze   | Ma Long Wang Hao                  | Chine          |
| Bronze   | Chiang Peng-Lung Chuang Chih Yuan | Taipei chinois |

### Par équipes
| Médaille | Nom                                                                      | Pays           |
| -------- | ------------------------------------------------------------------------ | -------------- |
|          | Ma Lin Wang Hao Chen Qi Ma Long Hao Shuai                                | Chine          |
| Argent   | Oh Sang-Eun Ryu Seung Min Joo Sae Hyuk Lee Jung Woo Yoon Jae Young       | Corée du Sud   |
| Bronze   | Cheung Yuk Ko Lai Chak Leung Chu Yan Li Ching Tse Ka Chun                | Hong Kong      |
| Bronze   | Chang Yen Shu Chiang Peng-Lung Chou Tung Yu Chuang Chih Yuan Wu Chih Chi | Taipei chinois |

## Mixte

### Double
| Médaille | Nom                       | Pays         |
| -------- | ------------------------- | ------------ |
|          | Ma Lin Wang Nan           | Chine        |
| Argent   | Lee Eun Hee Lee Jung Woo  | Corée du Sud |
| Bronze   | Joo Sae Hyuk Kim Kyung Ah | Corée du Sud |
| Bronze   | Li Jia Wei Yang Zi (en)   | Singapour    |